# NGC 2467

欧洲南方天文台拍摄的NGC 2467

NGC 2467是一个恒星形成区域，俗称“骷髅头星云”，其外观偶尔也被比喻为色彩丰富的山魈。它包括含有大量氢气的区域，产生新的恒星。它是特伦斯·迪金森著作《哈勃的宇宙：最伟大的发现和最新画面》（Hubble’s Universe: Greatest Discoveries and Latest Images）一书中被作为特色描述的区域之一。 
NGC 2467曾长期被认为是船尾座的核心。然而，NGC 2467并不指一个特殊的开放星群，其实，它是由几个具有明显不同的距离和明显不同的径向速度的恒星组叠加在一起，这些恒星组在视线上大致在同一条线上。

## 脚注
1. ↑  An annotated image at Commons assists in understanding the following discussion.